# Tom Corbett Space Cadet

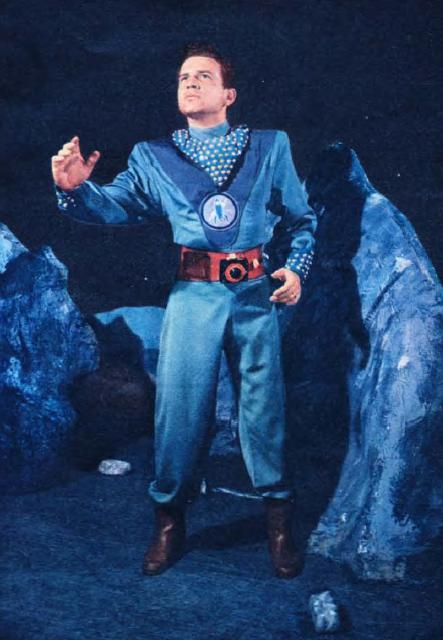
Frankie Thomas dans le rôle de Tom Corbett Space Cadet en 1951.

Tom Corbett Space Cadet est une série télévisée se déroulant au XXIVe siècle. Elle fut également déclinée en émissions de radios, livres, jouets et comic books et comics strips.

## L’histoire
La genèse de Tom Corbett est assez complexe selon les sources auxquelles on se réfère. A priori, c’est Robert Heinlein, le fameux auteur de science-fiction, qui aurait créé le personnage en 1948 dans un court roman destiné aux adolescents. Il semblerait néanmoins que Joseph Greene, auteur lui-même de science fiction et de héros de comics tels que The Green Lama ou Golden Lad par exemple, ait fortement contribué au projet. Il n’est donc pas usurpé d’accorder la paternité du projet aux deux auteurs.
Tom Corbett est un jeune aspirant (cadet) qui espère bien entrer dans la Garde Solaire (Solar Guard) mais pour cela il doit bien sûr faire ses classes dans l’Académie Militaire. Il y rencontre d’autres condisciples de son âge qui seront ses compagnons d’aventures, dont plus particulièrement Roger Manning et Astro.
Tom Corbett est typiquement une série de space-opera telle qu’on les imaginait dans les années 1950. Depuis, La Guerre des étoiles, Aliens et autres Galactica sont passés par là, du coup les fusées à la Tintin et la forme des pistolets laser sont un peu vintage … mais cela ne fait que rajouter au charme de la série.

## Série télévisée
- Diffusion originale : 2 octobre 1950 - 25 juin 1955.

- Tom Corbett : Frankie Thomas, Jr.
- Astro : Al Markim
- Roger Manning : Jan Merlin
- Captain Steve Strong : Edward Bryce
- Dr. Joan Dale : Margaret Garland
- Commander Arkwright : Carter Blake
- Cadet Alfie Higgins : John Fiedler
- Cadet Eric Rattison : Frank Sutton
- Cadet T. J. Thistle : Jack Grimes

## Comic Strips
Paul S. Newman et Ray Bailey, respectivement au scénario et aux dessins et par ailleurs collaborateurs attitrés de Dell Comics créèrent le 9 septembre 1951 le comics strip de Tom Corbett pour le compte des quotidiens américains.
Si Bailey, ancien assistant de Milton Caniff, animera le personnage jusqu’à sa conclusion le 6 septembre 1953, la collaboration de Newman s’arrêtera au 8 février 1953.
1. The Mercurian Invasion - 16 semaines
2. Titan Colonist - 11 semaines
3. Revolt of the Marsian Divisionist - 8,5 semaines
4. Slave Plantation of Venus - 10,5 semaines
5. Ship wreckers of the Asteroids - 5 semaines
6. First Women to Alpha Centuri - 7,5 semaines
7. Epidemic on Colony F- 6 - 7 semaines
8. Interplanetary Con artist in Flaxville - 7 semaines
9. Billie Buck-Undercover Agent And the Marsian Rebellion - 13,5 semaines
10. Titan Mission - 6 semaines
11. Race to Alpha Centuri - 6 semaines
12. Search for Lost Star Chart - 5,5 semaines

## Dell
Comme d’habitude, Dell rachète la licence et l’exploite d’abord dans sa collection Four Color avant de lui donner une vie propre dans la revue Tom Corbett, Space Cadet. La fin du feuilleton à la TV entraîne la fin de la revue. Mais Prize Publications sera trop content de l’aubaine et reprendra l’affaire.
On saura gré à Dell d'avoir privilégié de longues histoires, 32 ou 34 planches, qui permettent à l'action de se développer, alors que Prize a opté sur des histoires plus courtes et donc un ressort dramatique moins fouillé.

### Four Color
- # 378 février 1952[4]

Scénario : Paul S. Newman  Dessins : Alden McWilliams

13.	Training Flight to Titan - 32 planches
- # 400 mai 1952[5]

Scénario : Paul S. Newman  Dessins : Alden McWilliams

14.	Space Pirates of Mercury - 34 planches
- # 421 août 1952[6]

Scénario : Phil Evans  Dessins : Jesse Marsh

15.	Tyrant of the North - 32 planches

### Tom Corbett, Space Cadet
- # 4 novembre 1952

Scénario : Paul S. Newman  Dessins : John Lehti

16.	The Beggar's Secret - 34 planches
- # 5 février 1953

Scénario : Paul S. Newman  Dessins : John Lehti

17.	The Smugglers of the Moon - 34 planches
- # 6 mai 1953

Scénario : Paul S. Newman  Dessins : John Lehti

18.	Adventure on Tara - 34 planches
- # 7 août 1953

Scénario : ?  Dessins : John Lehti

19.	The Space Traitor - 34 planches
- # 8 novembre 1953

Scénario : ?  Dessins : John Lehti

20.	Graveyard for Spaceships - 34 planches
- # 9 février 1954

Scénario : Joe Greene  Dessins : Frank Thorne

21.	The World of Deep Waters - 34 planches
- # 10 mai 1954

Scénario : ?  Dessins : Frank Thorne

22.	The Secret of Dr. Culliber - 34 planches
- # 11 septembre 1954

Scénario : ?  Dessins : Frank Thorne

23.     The Forbidden Forest - 34 planches

### March of Comics
- # 102 - 1953[7]

24.	The Slavers of Space - 28 planches (format à l’italienne, sans précision d’auteurs)

## Prize Publications
Dessins : Mort Meskin sauf contre-indication

### Tom Corbett, Space Cadet
- #1er mai 1955

25.	The Spaceship of Doom - 7 planches

26.	Octopus Tree - 8 planches

27.	Time Scope - 1 planche (Dessins : Marvin Stein)

28.	The Spaceways of Peril - 7 planches
- #2 juillet 1955

29.	The Outlaws of Uranus - 9 planches

30.	Space Academy Test - 1 planche

31.	The Invaders - 7 planches

32.	Wolf Planet - 6 planches
- #3 septembre 1955

33.	Dangerous Cargo! - 8 planches

34.	The Drifter - 7 planches

35.	The Craters of Mercury! - 7 planches

## Suites
Eclipse Comics, Malibu, Bluewater Productions ont depuis repris le personnage mais au grand désespoir des fans qui ne reconnaissent pas ses suites comme « officielles ».